# مخزن سد سارسانگ
مخزن سد سارسانگ (ارمنی: Սարսանգի ջրամբար) یک مخزن سد بزرگ است که استان مارتاکرت جمهوری آرتساخ واقع شده است.